# H1N1
U virologiji H1N1 ili podtip A/H1N1 (eng. Influenza A virus subtype H1N1) najčešći je razlog pandemije svinjske gripe (2009.) i španjolske gripe (1918. – 1919.).
To je ortomiksovirus koji sadrži glikoproteine hemaglutinin i neuraminidazu. Zbog toga su opisani kao H1N1, H1N2 itd., ovisno o vrsti H ili N antigena koje izražavaju metaboličkom sinergijom. Hemaglutinin uzrokuje skupljanje crvenih krvnih stanica i vezanje virusa za zaraženu stanicu. Neuraminidaza je vrsta enzima glikozida hidrolaze koji pomaže pri premještanju virusnih čestica kroz zaraženu stanicu i pomaže u izbacivanju stanica iz stanica domaćina.
Neki sojevi H1N1 endemični su kod ljudi i uzrokuju mali dio svih bolesti sličnih gripi i mali dio cijele sezonske gripe. Sojevi H1N1 uzrokovali su mali postotak svih infekcija ljudskom gripom u 2004. do 2005. Ostali sojevi H1N1 endemični su kod svinja (svinjska gripa) i ptica (ptičja gripa).

## Pandemije uzrokovane virusom

### Pandemija svinjske gripe 2009.
Zaraze su počele početkom 2009. godine do lipnja 2009. godine. 11. lipnja 2009. Svjetska zdravstvena organizacija (SZO) proglasila je novi soj svinjskog porijekla H1N1 kao pandemiju. Ovaj se novi virus proširio po cijelom svijetu i uzrokovao 18.500 laboratorijski potvrđenih smrti, a procijenjeno je ukupno 151.700 do 575.400 smrtnih slučajeva u oko 20 mjeseci.
Dana, 10. kolovoza 2010. Svjetska zdravstvena organizacija proglasila je kraj pandemije gripe H1N1, rekavši da se svjetska aktivnost gripe vratila uobičajenim sezonskim obrascima.

### Španjolska gripa 1918. – '19.
Španjolska gripa bila je neobično težak i smrtonosan soj ptičje gripe, virusne zarazne bolesti, koja je ubila oko 17 do 50 ili više milijuna ljudi širom svijeta tijekom u otprilike godinu dana 1918. i 1919. Bila je to jedna od najsmrtonosnijih pandemija u ljudskoj povijesti.
Gripa iz 1918. godine prouzročila je neobičan broj smrtnih slučajeva, vjerojatno zbog toga što je uzrokovala oluju citokina u tijelu. (Sličan učinak ima i ptičja gripa H5N1, koja također ima virus gripe A.) Plućne stanice zaražene virusom gripe dovode do prekomjerne stimulacije imunološkog sustava otpuštanjem citokina u plućno tkivo. To dovodi do opsežne migracije leukocita prema plućima, uzrokujući uništavanje plućnog tkiva i izlučivanje tekućine u organ te pacijentu otežava disanje.
Izraz "španjolska" gripa skovan je zato što je Španjolska u to vrijeme bila jedina europska zemlja u kojoj je tisak izvještavao o izbijanju napada gripe, a stradale su tisuće vojnika u vojskama koje su se borili u Prvom svjetskom ratu (1914-1918). Druge su zemlje potisnule vijest kako bi zaštitile moral.

## U trudnoći
Trudnice koje su zaražene H1N1 izložene su većem riziku od razvoja komplikacija zbog hormonskih promjena, fizičkih promjena i promjena imunološkog sustava kako bi se prilagodile rastućem fetusu. Iz tog razloga, Centar za kontrolu i prevenciju bolesti preporučuje da se trudnice cijepe radi sprečavanja virusa gripe. Cjepivo ne trebaju uzimati osobe koje su imale ozbiljnu alergijsku reakciju na cjepivo protiv gripe. Uz to, oni koji su umjereno do teško bolesni, s ili bez vrućice trebaju pričekati dok se ne oporave prije cijepljenja.

## Cjepivo
U istraživanjima, cjepivo se činilo i učinkovitim i sigurnim, pružajući snažan zaštitni imuni odgovor i imajući sličan sigurnosni profil kao i uobičajeni sezonski cjepivo protiv gripe. Međutim, oko 30% ljudi već je imalo neki imunitet na virus, pri čemu cjepivo najviše koristi mladima, jer su mnogi stariji ljudi već imuni na izloženost sličnim virusima u prošlosti. Cjepivo je također osiguralo i neku unakrsnu zaštitu protiv pandemijskog soja gripe 1918. godine.

## Galerija
- Širenje H1N1 virusa prikazano na elektromikrografku.
- Obojeni elektromikrografski prikaz H1N1.
- Camp Fuston bolnica tijekom španjolske gripe.
- Vojnici Meksika građanima daju zaštitne maske tokom pandemije svinjske gripe.